# Berlingske Officin
 (août 2025).
Berlingske Officin est un groupe de presse danois. Il publie le plus ancien quotidien du pays, les Berlingske Tidende, mais également le tabloïd B.T. et l'hebdomadaire Weekendavisen.